# Hebreo samaritano
El hebreo samaritano es una tradición de lectura para el hebreo bíblico tal y como la practican los samaritanos para la lectura del Pentateuco que ellos poseen. Su pronunciación es muy parecida a la del árabe que hablan, el cual usan para la oración.

## Escritura

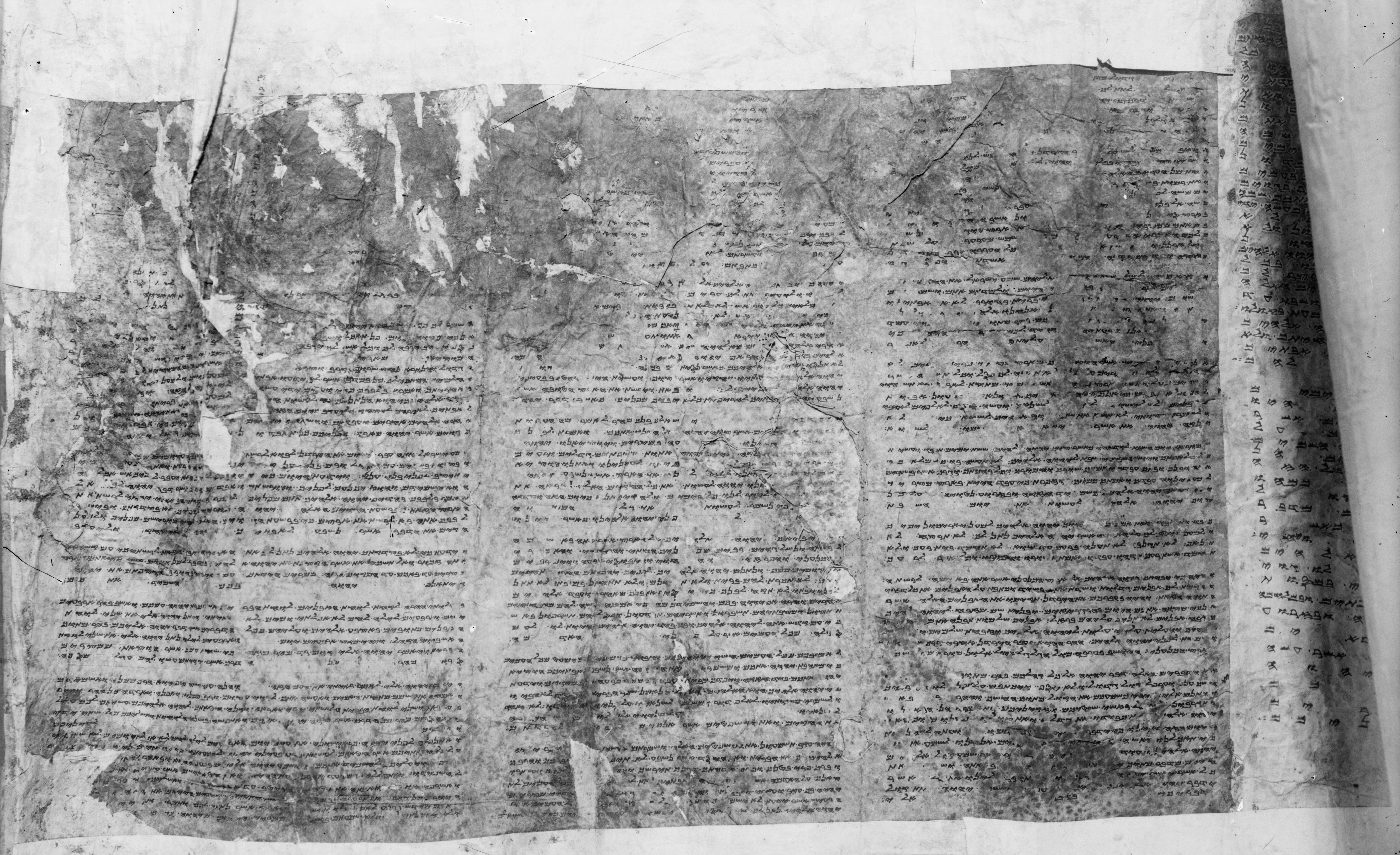
Detalle del Pentateuco Samaritano de Nebil en hebreo samaritano.

El hebreo samaritano se escribe con el alfabeto samaritano, una escritura que evolucionó directamente del alfabeto paleo-hebreo, cuyo origen de este último está en el alfabeto fenicio. A diferencia de todos los demás dialectos del hebreo, los cuales se escriben con el alfabeto hebreo, una versión del alfabeto arameo.

## Fonología

### Consonantes
|              |              | Labiales | Alveolares | Alveolares | Alveolares | Alveolares | Pre- palatales | Palatales | Velares~Uvulares | Velares~Uvulares | Velares~Uvulares | Farín- geas | Glotales |
| simples      | simples      | simples  | enfáticas  | simples    | simples    | enfáticas  | Pre- palatales | Palatales |                  |                  |                  | Farín- geas | Glotales |
| ------------ | ------------ | -------- | ---------- | ---------- | ---------- | ---------- | -------------- | --------- | ---------------- | ---------------- | ---------------- | ----------- | -------- |
| Nasales      | Nasales      | m        | n          | n          | n          |            |                |           |                  |                  |                  |             |          |
| Plosivas     | Sordas       |          | t          | t          | t          | tˤ         |                |           | k                | k                | q                |             | ʔ        |
| Plosivas     | Sordas       | b        | d          | d          | d          |            |                |           | ɡ                | ɡ                |                  |             |          |
| Fricativas   | Sordas       | f        | s          | s          | s          | sˤ         | ʃ              |           |                  |                  |                  |             |          |
| Fricativas   | Sonoras      |          | z          | z          | z          |            |                |           |                  |                  | ʕ                |             |          |
| Aproximantes | Aproximantes |          | l          | l          | l          |            |                | j         | w                | w                |                  |             |          |
| Vibrantes    | Vibrantes    |          | r          | r          | r          |            |                |           |                  |                  |                  |             |          |
El hebreo samaritano muestra las siguientes diferencias consonánticas con respecto al hebreo bíblico usado por los judíos:
- Las consonantes primordiales */b/, /g/, /d/, /k/, /p/ y /t/ carecen de alófonos fricativizados, pese a que, al menos, algunas los tuvieran en un principio, como lo demuestra la preposición "en": ב- /af/ o /b/.
- /p/ se transformó en /f/, excepto cuando a veces */pː/ > /bː/.
- /w/ se transformó en /b/ en todos los casos, menos en la conjunción ו- 'y', que se pronuncia /w/.
- /ɬ/ se fusionó con /ʃ/, a diferencia de todas las demás tradiciones hebreas contemporáneas en que se pronuncia como /s/.
- Las guturales /ʔ/, /ħ/, /h/ y /ʕ/ se han transformado en /ʔ/ o han enmudecido para cualquier caso, menos ante /a/ o /ɒ/ donde */ħ/ o /ʕ/ a veces se convierten en /ʕ/.
- /q/ a veces se pronuncia [ʔ], aunque no en la lectura del Pentateuco, debido a la influencia árabe.[3]

En una lectura rápida, raras veces puede llegar a pasar que /q/ también se pronuncie como [χ].

### Vocales
La duración vocálica es diferenciadora, ej. /rɒb/ רב 'gran' contra /rɒːb/ רחב 'ancho'. Las vocales largas comúnmente son el resultado de la elisión de consonantes guturales.
|           | Anteriores | Posteriores |
| --------- | ---------- | ----------- |
| Cerradas  | i iː       | u uː        |
| Medias    | e eː       | (o)         |
| Abiertas  | a aː       | ɒ ɒː        |
| Reducidas | (ə)        | (ə)         |

La /i/ y la /e/ se pronuncian como [ə] en sílabas cerradas postónicas, ej. /bit/ בית 'casa' /ˈabbət/ הבית 'la casa', /ger/ גר /ˈaggər/. En otros casos, /i/ acentuada cambia a /e/ cuando esa sílaba ya no se acentúa, ej. /dabˈbirti/ דברתי a diferencia de דברתמה /dabberˈtimma/. /u/ y /o/ solo se alternan en sílabas abiertas postónicas, ej. ידו /ˈjedu/ 'su mano' ידיו /ˈjedo/ 'sus manos', donde /o/ es el resultado de un diptongo contraído. En otros casos, /o/ aparece en sílabas cerradas y /u/ en sílabas abiertas, ej. דור /dor/ דורות /duro/.

### Acentuación
El acento por lo general difiere al de las otras tradiciones, ya que normalmente recae en la penúltima y a veces última sílaba.

## Gramática

### Pronombres

#### Personales
| Yo             | anáki                           |
| Tú (masculino) | átta                            |
| Tú (femenino)  | átti (fíjese en la yohdh final) |
| él             | û                               |
| ella           | î                               |
| nosotros       | anánu                           |
| vosotros       | attímma                         |
| vosotras       | éttên                           |
| ellos          | ímma                            |
| ellas          | ínna                            |

#### Demostrativos
Esto masc. ze, fem. zéot, pl. ílla.
Aquello alaz (escrito con una hei al comienzo).

#### Relativos
Quien, que: éšar.

#### Interrogativos
Quién = mi, qué = ma

### Substantivo
Cuando se añaden sufijos, la ê y ô de la última sílaba pueden convertirse en î y û: bôr (judío bohr) "socavón" > búrôt "socavones". Y, ahora vea, af "enojo" > éppa "su enojo".
Los segolados se comportan más o menos como en las demás dialectos hebreos: beţen "estómago" > báţnek "tu estómago", ke′seph "plata" > ke′sefánu (hebreo judaico kaspe′nu) "nuestra plata", dérek "camino" > dirkakimma "vuestros camino", pero áreş (en hebreo judaico: ’e′rets) "tierra" > árşak (hebreo judaico ’arts-ekha) "tu tierra".

#### Artículo
El artículo definido es a- o e-, y causa geminación de la consonante que le sigue, excepto cuando es gutural. Se escribe con una hei, la cual sin embargo suele ser muda. Por ello, por ejemplo: énnar / ánnar = "el joven"; ellêm = la carne", a'émur = "el asno".

#### Número
Los sufijos regulares de plural son fem., -êm (hebreo judaico -im), masc., -ôt (hebreo judaico -oth). Ejemplos: eyyamêm "los días", elamôt "sueños".
El dual en ocasiones es ayem (hebreo judaico: a′yim), ej. šenatayem "dos años", pero generalmente es -êm como en yédêm "manos" (hebreo judaico yadhayim).

### Tradición del Nombre Divino
Los samaritanos tienen la tradición de deletrearlo en las letras samaritanas: "Yohth, Ie', Baa, Ie’"
o decir "Shema" que significa "El Nombre (Divino)" en arameo, que se parece al hebreo judaico "Ha-Shem".

### Verbos
Los afijos de marcas de persona gramatical son:
|           |           | Perfecto | Imperfecto |
| --------- | --------- | -------- | ---------- |
| 1.ª sing. | 1.ª sing. | -ti      | e-         |
| 2.ª sing. | masc.     | -ta      | ti-        |
| 2.ª sing. | fem.      | -ti      | ?          |
| 3.ª sing. | masc.     | ___      | yi-        |
| 3.ª sing. | fem.      | -a       | yi-        |
| 1.ª plur. | 1.ª plur. | ?        | ne-        |
| 2.ª plur. | masc.     | -timma   | te- -un    |
| 2.ª plur. | fem.      | -tên     | ?          |
| 3.ª plur. | masc.     | -u       | yi- -u     |
| 3.ª plur. | fem.      | ?        | ti- -inna  |

### Preposiciones
"en, mediante", pronunciadas:
- b- ante una vocal o, por tanto, una anterior gutural: b-érbi = "con una espada"; b-íštu "con su esposa".
- ba- ante una consonante bilabial: bá-bêt (hebreo judaico: ba-ba′yith) "en una casa", ba-*mádbar "en el monte".
- ev- ante otra consonante: ev-lila "en una noche", ev-dévar "mediante la cosa".
- ba-/be- ante el artículo definido ("el"): barrášet (hebreo judaico: bere’•shith′) "en el principio"; béyyôm "en el día".

"como, según", pronunciadas:
- ka sin el artículo: ka-demútu "a su semejanza".
- ke con el artículo: ké-yyôm "como el día".

"a, para" pronunciadas:
- l- ante una vocal: l-ávi "a mi padre", l-évad "al esclavo"
- el-, al- ante una consonante: al-béni "a los hijos (de)"
- le- ante l: le-léket "a ir"
- l- ante el artículo definido: lammúad "en el tiempo señalado"; la-şé'on "al rebaño"

"y" pronunciada:
- w- ante consonantes: wal-Šárra "y a Sara"
- u- ante vocales: u-yeššeg "y él sostuvo".

Otras preposiciones:
- al: hacia
- elfáni: antes
- bêd-u: para él
- elqérôt: contra
- balêd-i: menos yo

### Conjunciones
- u: o
- em: si, cuando
- avel: pero

### Adverbios
- la: no
- kâ: también
- afu: también
- ín-ak: faltar
- ífa (ípa): dónde
- méti: cuando
- fâ: aquí
- šémma: allá
- mittét: abajo